# Verbascum brauneanum
Verbascum brauneanum är en flenörtsväxtart som beskrevs av Philipp Wilhelm Wirtgen. Verbascum brauneanum ingår i släktet kungsljus, och familjen flenörtsväxter. Inga underarter finns listade i Catalogue of Life.